# Myotis formosus
Myotis formosus är en fladdermusart som först beskrevs av Hodgson 1835.  Myotis formosus ingår i släktet Myotis och familjen läderlappar. IUCN kategoriserar arten globalt som livskraftig. Inga underarter finns listade i Catalogue of Life. Wilson & Reeder (2005) skiljer mellan sju underarter.
Arten når en kroppslängd (huvud och bål) av 45 till 70 mm och en svanslängd av 43 till 52 mm. Den har 45 till 50 mm långa underarmar, 10 till 12 mm långa bakfötter och 16 till 17 mm stora öron som är smala. Pälsen har på ovansidan en brun färg och undersidan är täckt av rödaktig päls. Dessutom är vingarna och svansflyghuden rödbruna med undantag av några svartbruna ställen. På vissa delar av flygmembranen finns korta hår.
Denna fladdermus förekommer med flera från varandra skilda populationer i Asien från Afghanistan i västra och Koreahalvön i norr till Sulawesi och Bali. Arten lever i låglandet och i bergstrakter upp till 3000 meter över havet. Den vistas främst i skogar men den kan anpassa sig till förändrade landskap.
Myotis formosus vilar i grottor, i den täta växtligheten eller i byggnader. I kalla regioner håller arten i grottor vinterdvala.

## Bildgalleri

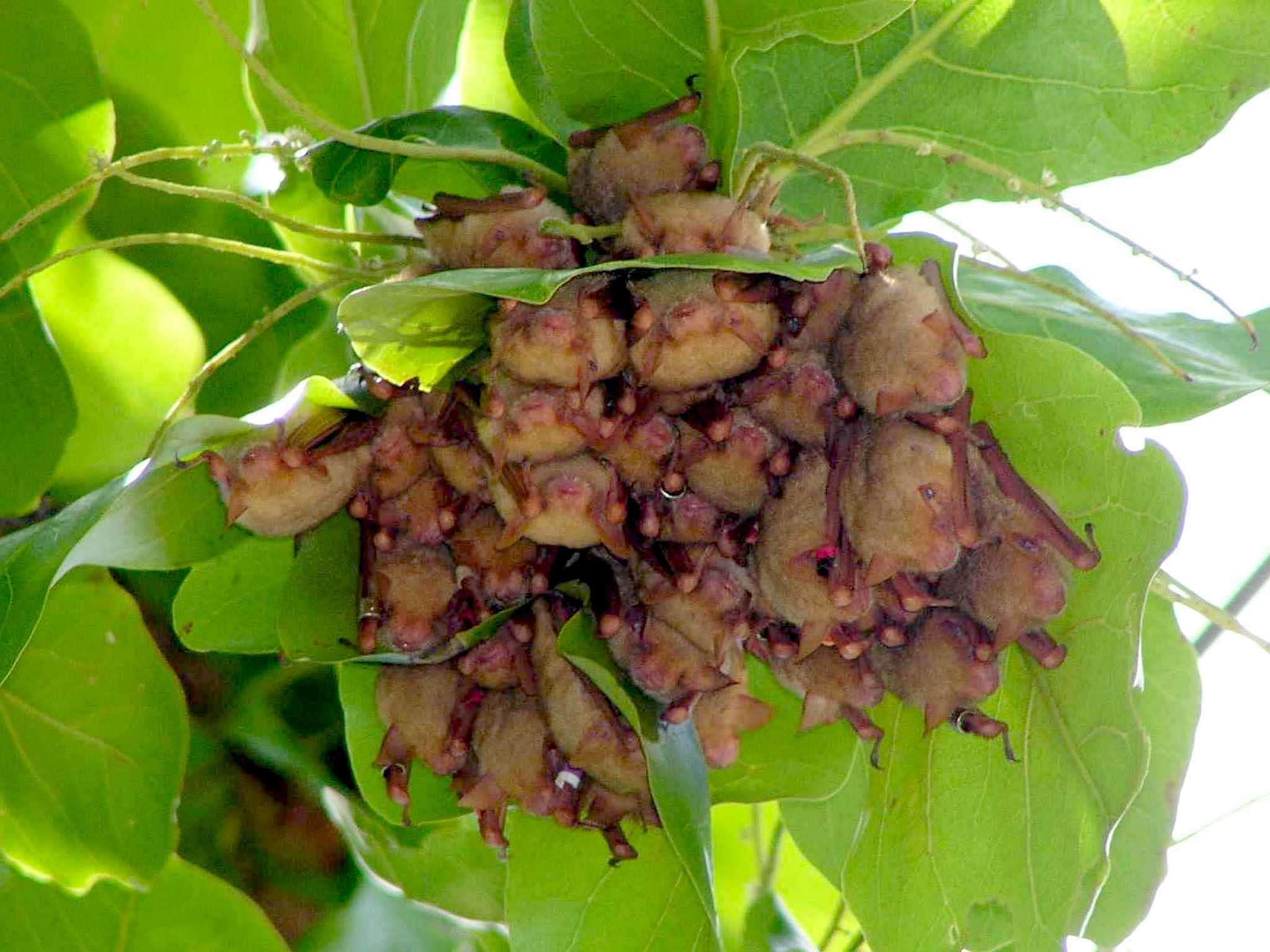